# Árd Sratha
Árd Sratha (łac. Dioecesis Ardstratensis, ang. Diocese of Ardstraw) – stolica historycznej diecezji w Irlandii, erygowanej w VI wieku, a zlikwidowanej w XIII wieku. Współcześnie miejscowość Ardstraw w Irlandii Północnej. Obecnie katolickie biskupstwo tytularne.

## Biskupi tytularni
| Lp. | Biskup              | Funkcja                               | Od               | Do               |
| --- | ------------------- | ------------------------------------- | ---------------- | ---------------- |
| 1   | Edward Dennis Head  | biskup pomocniczy Nowego Jorku (USA)  | 27 stycznia 1970 | 23 stycznia 1973 |
| 2   | Joseph Wang Yu-jung | biskup pomocniczy Tajpej (Tajwan)     | 1 lipca 1975     | 25 czerwca 1986  |
| 3   | Karl Reger          | biskup pomocniczy Akwizgranu (Niemcy) | 23 grudnia 1986  | 27 marca 2024    |
| 4   | Séamus Horgan       | nuncjusz apostolski                   | 14 maja 2024     |                  |